# Olympische Sommerspiele 2016/Teilnehmer (Österreich)
| Gelbes Symbol für Goldmedaillen mit stilisierten Olympischen Ringen | Graues Symbol für Silbermedaillen mit stilisierten Olympischen Ringen | Braundes Symbol für Bronzemedaillen mit stilisierten Olympischen Ringen |
| ------------------------------------------------------------------- | --------------------------------------------------------------------- | ----------------------------------------------------------------------- |
| —                                                                   | —                                                                     | 1                                                                       |

Österreich nahm an den Olympischen Spielen 2016 in Rio de Janeiro teil. Der vom Österreichischen Olympischen Comité (ÖOC) nominierte Kader umfasste 71 Sportler.
Fahnenträgerin bei der Eröffnungsfeier war die Tischtennisspielerin Liu Jia.

## Medaillen

### Medaillenspiegel
| Platz  | Sportart | Goldmedaille – Olympiasieger | Silbermedaille – 2. Platz | Bronzemedaille – 3. Platz | Gesamt |
| ------ | -------- | ---------------------------- | ------------------------- | ------------------------- | ------ |
| 1      | Segeln   | –                            | –                         | 1                         | 1      |
| Gesamt | Gesamt   | 0                            | 0                         | 1                         | 1      |

### Medaillengewinner

#### Bronze
| Name                      | Sportart | Wettkampf |
| ------------------------- | -------- | --------- |
| Tanja Frank, Thomas Zajac | Segeln   | Nacra 17  |

## Teilnehmer nach Sportarten

### Badminton
| Athleten           | Wettbewerb | Gruppenphase                             | Gruppenphase | Gruppenphase | Gruppenphase | Achtelfinale  | Achtelfinale  | Viertelfinale | Viertelfinale | Halbfinale    | Halbfinale    | Finale        | Finale        | Rang |
| Athleten           | Wettbewerb | Gegner                                   | Ergebnis     | Punkte       | Rang         | Gegner        | Ergebnis      | Gegner        | Ergebnis      | Gegner        | Ergebnis      | Gegner        | Ergebnis      | Rang |
| ------------------ | ---------- | ---------------------------------------- | ------------ | ------------ | ------------ | ------------- | ------------- | ------------- | ------------- | ------------- | ------------- | ------------- | ------------- | ---- |
| Frauen             |            |                                          |              |              |              |               |               |               |               |               |               |               |               |      |
| Elisabeth Baldauf  | Einzel     | Tai Tzu-ying Natalja Perminowa           | 0:2          | 0            | 3.           | ausgeschieden | ausgeschieden | ausgeschieden | ausgeschieden | ausgeschieden | ausgeschieden | ausgeschieden | ausgeschieden |      |
| Männer             |            |                                          |              |              |              |               |               |               |               |               |               |               |               |      |
| David Obernosterer | Einzel     | Lin Dan Nguyễn Tiến Minh Wladimir Malkow | 0:2          | 0            | 4.           | ausgeschieden | ausgeschieden | ausgeschieden | ausgeschieden | ausgeschieden | ausgeschieden | ausgeschieden | ausgeschieden |      |

### Beachvolleyball
| Athleten                        | Gruppenphase                                        | Gruppenphase | Gruppenphase | Gruppenphase | Achtelfinale      | Achtelfinale | Viertelfinale | Viertelfinale | Halbfinale    | Halbfinale    | Finale        | Finale        | Rang |
| Athleten                        | Gegner                                              | Ergebnis     | Punkte       | Rang         | Gegner            | Ergebnis     | Gegner        | Ergebnis      | Gegner        | Ergebnis      | Gegner        | Ergebnis      | Rang |
| ------------------------------- | --------------------------------------------------- | ------------ | ------------ | ------------ | ----------------- | ------------ | ------------- | ------------- | ------------- | ------------- | ------------- | ------------- | ---- |
| Männer                          |                                                     |              |              |              |                   |              |               |               |               |               |               |               |      |
| Clemens Doppler Alexander Horst | Carambula/Ranghieri Alison/Bruno Binstock/Schachter | 0:2 2:1      | 5            | 3.           | Díaz/González     | 0:2          | ausgeschieden | ausgeschieden | ausgeschieden | ausgeschieden | ausgeschieden | ausgeschieden |      |
| Alexander Huber Robin Seidl     | Herrera/Gavira Gibb/Patterson Jefferson/Cherif      | 1:2 2:0 1:2  | 4            | 3.           | Lucena/Dalhausser | 0:2          | ausgeschieden | ausgeschieden | ausgeschieden | ausgeschieden | ausgeschieden | ausgeschieden |      |

### Bogenschießen
| Athleten          | Wettbewerb | Qualifikation | Qualifikation | 1. Runde      | 1. Runde     | 2. Runde      | 2. Runde      | Achtelfinale  | Achtelfinale  | Viertelfinale | Viertelfinale | Halbfinale    | Halbfinale    | Finale        | Finale        | Rang |
| Athleten          | Wettbewerb | Ringe         | Rang          | Gegner        | Ergebnis     | Gegner        | Ergebnis      | Gegner        | Ergebnis      | Gegner        | Ergebnis      | Gegner        | Ergebnis      | Gegner        | Ergebnis      | Rang |
| ----------------- | ---------- | ------------- | ------------- | ------------- | ------------ | ------------- | ------------- | ------------- | ------------- | ------------- | ------------- | ------------- | ------------- | ------------- | ------------- | ---- |
| Frauen            |            |               |               |               |              |               |               |               |               |               |               |               |               |               |               |      |
| Laurence Baldauff | Einzel     | 619           | 41            | Bombayla Devi | 2-6 (98:105) | ausgeschieden | ausgeschieden | ausgeschieden | ausgeschieden | ausgeschieden | ausgeschieden | ausgeschieden | ausgeschieden | ausgeschieden | ausgeschieden | 33   |

### Fechten

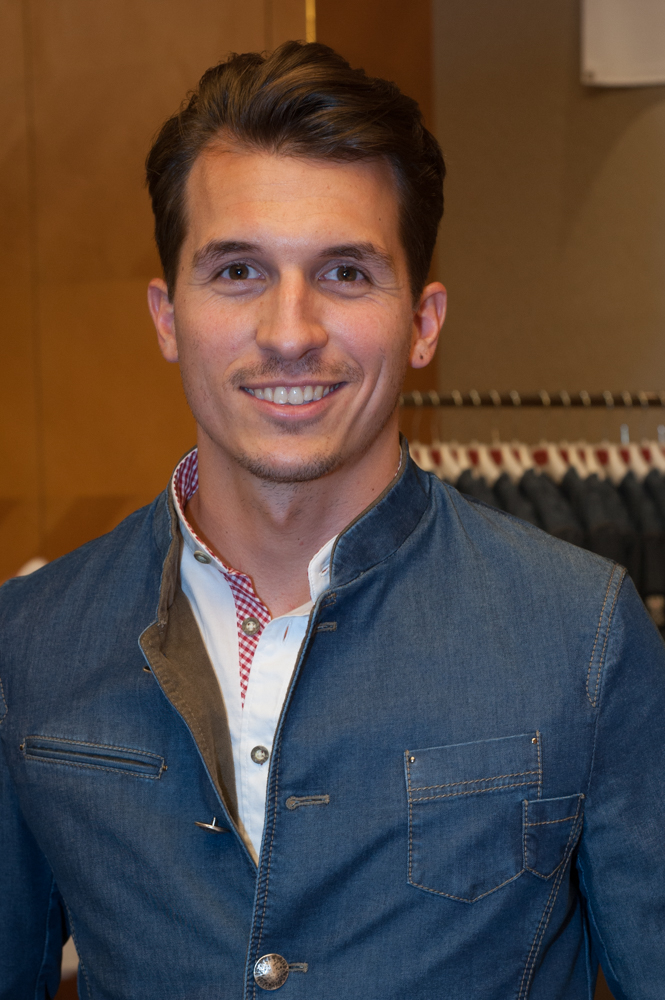
René Pranz bei der Einkleidung

| Athleten   | Wettbewerb     | 1. Runde        | 1. Runde | 2. Runde      | 2. Runde      | Achtelfinale  | Achtelfinale  | Viertelfinale | Viertelfinale | Halbfinale/Klassifikation | Halbfinale/Klassifikation | Finale/Platzierung | Finale/Platzierung | Rang          |
| Athleten   | Wettbewerb     | Gegner          | Ergebnis | Gegner        | Ergebnis      | Gegner        | Ergebnis      | Gegner        | Ergebnis      | Gegner                    | Ergebnis                  | Gegner             | Ergebnis           | Rang          |
| ---------- | -------------- | --------------- | -------- | ------------- | ------------- | ------------- | ------------- | ------------- | ------------- | ------------------------- | ------------------------- | ------------------ | ------------------ | ------------- |
| Männer     |                |                 |          |               |               |               |               |               |               |                           |                           |                    |                    |               |
| René Pranz | Florett Einzel | Guilherme Toldo | 14:15    | ausgeschieden | ausgeschieden | ausgeschieden | ausgeschieden | ausgeschieden | ausgeschieden | ausgeschieden             | ausgeschieden             | ausgeschieden      | ausgeschieden      | ausgeschieden |

### Gerätturnen
| Athleten   | Wettbewerb       | Qualifikation | Qualifikation | Finale        | Finale        | Rang          |
| Athleten   | Wettbewerb       | Punkte        | Rang          | Punkte        | Rang          | Rang          |
| ---------- | ---------------- | ------------- | ------------- | ------------- | ------------- | ------------- |
| Frauen     |                  |               |               |               |               |               |
| Lisa Ecker | Sprung           | 14,100        |               | ausgeschieden | ausgeschieden | ausgeschieden |
| Lisa Ecker | Stufenbarren     | 12,200        | 73            | ausgeschieden | ausgeschieden | ausgeschieden |
| Lisa Ecker | Schwebebalken    | 13,400        | 46            | ausgeschieden | ausgeschieden | ausgeschieden |
| Lisa Ecker | Boden            | 13,266        | 48            | ausgeschieden | ausgeschieden | ausgeschieden |
| Lisa Ecker | Einzel-Mehrkampf | 52,966        | 43            | ausgeschieden | ausgeschieden | ausgeschieden |

### Gewichtheben
| Athleten           | Wettbewerb        | Reißen  | Reißen | Stoßen  | Stoßen | Zweikampf | Zweikampf | Rang |
| Athleten           | Wettbewerb        | Gewicht | Rang   | Gewicht | Rang   | Gewicht   | Rang      | Rang |
| ------------------ | ----------------- | ------- | ------ | ------- | ------ | --------- | --------- | ---- |
| Männer             |                   |         |        |         |        |           |           |      |
| Sargis Martirosjan | Klasse bis 105 kg | 179 kg  | 10     | 210 kg  | 11     | 389 kg    | 11        | 11   |

### Golf
| Athleten         | Runde 1 | Runde 2 | Runde 3 | Runde 4 | Gesamt | Par | Rang |
| ---------------- | ------- | ------- | ------- | ------- | ------ | --- | ---- |
| Frauen           |         |         |         |         |        |     |      |
| Christine Wolf   | 71      | 69      | 77      | 76      | 293    | +9  | 43   |
| Männer           |         |         |         |         |        |     |      |
| Bernd Wiesberger | 74      | 67      | 69      | 68      | 278    | −6  | T11  |

### Judo
| Athleten               | Wettbewerb  | 1. Runde        | 1. Runde    | 2. Runde      | 2. Runde      | Viertelfinale  | Viertelfinale | Halbfinale/Trostrunde | Halbfinale/Trostrunde | Finale/Platz 3 | Finale/Platz 3 | Rang |
| Athleten               | Wettbewerb  | Gegner          | Ergebnis    | Gegner        | Ergebnis      | Gegner         | Ergebnis      | Gegner                | Ergebnis              | Gegner         | Ergebnis       | Rang |
| ---------------------- | ----------- | --------------- | ----------- | ------------- | ------------- | -------------- | ------------- | --------------------- | --------------------- | -------------- | -------------- | ---- |
| Frauen                 |             |                 |             |               |               |                |               |                       |                       |                |                |      |
| Sabrina Filzmoser      | bis 57 kg   | N. Smythe-Davis | 011s1:000s0 | ausgeschieden | ausgeschieden | ausgeschieden  | ausgeschieden | ausgeschieden         | ausgeschieden         | ausgeschieden  | ausgeschieden  | 17   |
| Kathrin Unterwurzacher | bis 63 kg   | Freilos         | Freilos     | E. García     | 010s0:000s1   | M. Tashiro     | 000s0:001s0   | A. van Emden          | 000s0:001s2           | ausgeschieden  | ausgeschieden  | 7    |
| Bernadette Graf        | bis 70 kg   | Freilos         | Freilos     | M. Portela    | 000s1:000s2   | L. Vargas Koch | 000s0:100s0   | K. Zupancic           | 010s0:001s0           | S. Conway      | 000s0:001s2    | 5    |
| Männer                 |             |                 |             |               |               |                |               |                       |                       |                |                |      |
| Ludwig Paischer        | bis 60 kg   | H. Dawtjan      | 000s0:100s0 | ausgeschieden | ausgeschieden | ausgeschieden  | ausgeschieden | ausgeschieden         | ausgeschieden         | ausgeschieden  | ausgeschieden  | 17   |
| Daniel Allerstorfer    | über 100 kg | R. Saidov       | 000s1:001s1 | ausgeschieden | ausgeschieden | ausgeschieden  | ausgeschieden | ausgeschieden         | ausgeschieden         | ausgeschieden  | ausgeschieden  | 17   |

### Kanu

#### Kanurennsport
| Athleten                          | Wettbewerb |
| --------------------------------- | ---------- |
| Ana Roxana Lehaci Yvonne Schuring | K-2 500 m  |

#### Kanuslalom

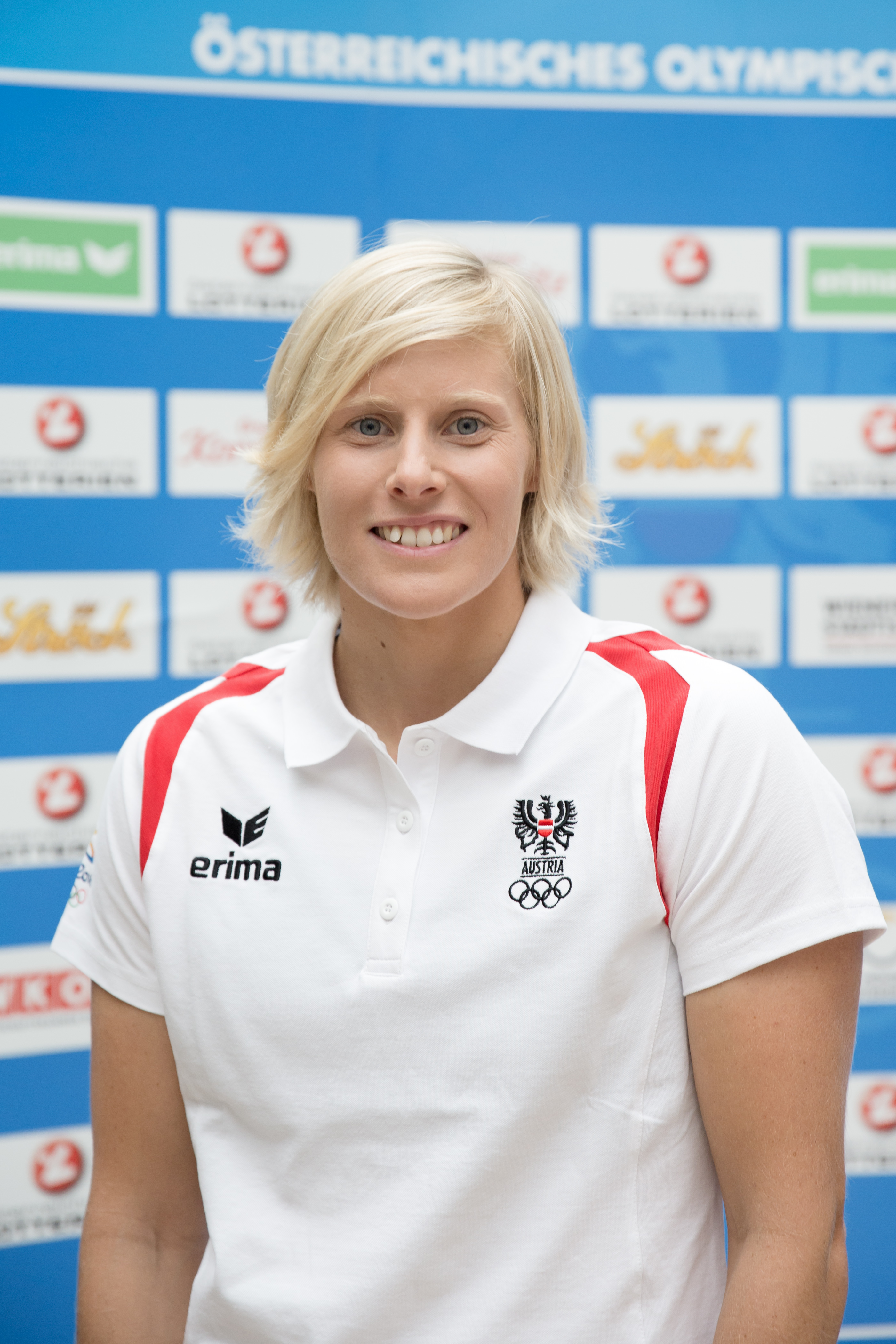
Corinna Kuhnle

| Athleten       | Wettbewerb | Vorlauf     | Vorlauf | Halbfinale  | Halbfinale | Finale        | Finale        | Rang          |
| Athleten       | Wettbewerb | Zeit        | Rang    | Zeit        | Rang       | Zeit          | Rang          | Rang          |
| -------------- | ---------- | ----------- | ------- | ----------- | ---------- | ------------- | ------------- | ------------- |
| Frauen         |            |             |         |             |            |               |               |               |
| Corinna Kuhnle | K-1        | 1:47,02 min | 12      | 1:41,54 min | 1          | 1:44,75 min   | 5             | 5             |
| Männer         |            |             |         |             |            |               |               |               |
| Mario Leitner  | K-1        | 1:33,29 min | 15      | 1:40,25 min | 13         | ausgeschieden | ausgeschieden | ausgeschieden |

### Leichtathletik

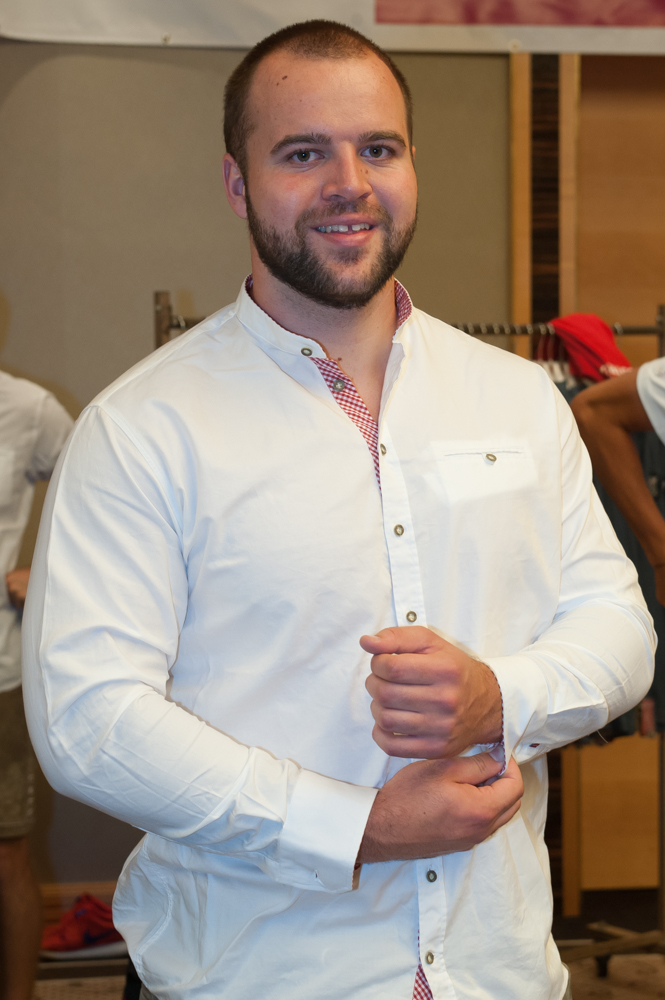
Lukas Weißhaidinger bei der Einkleidung

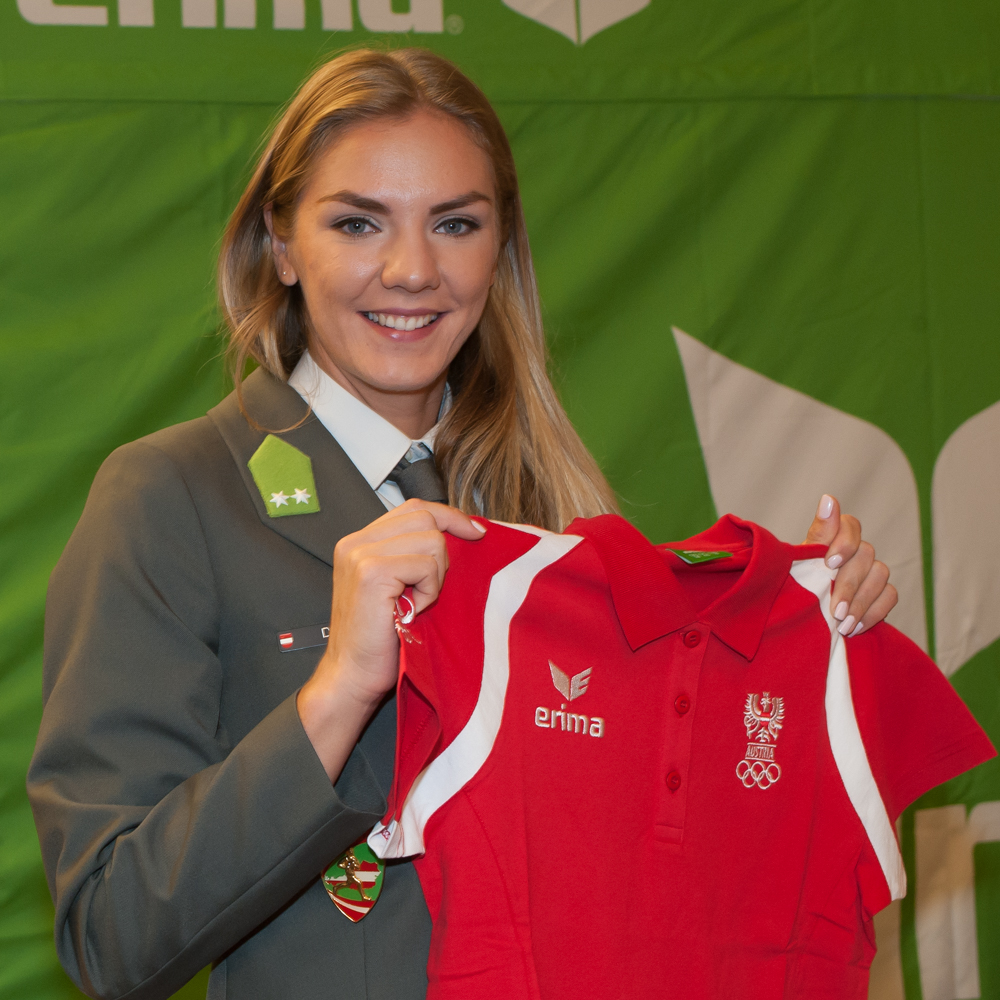
Ivona Dadic bei der Einkleidung

Laufen und Gehen 
| Athleten       | Wettbewerb   | Runde 1      | Runde 1 | Halbfinale    | Halbfinale    | Finale        | Finale        | Rang |
| Athleten       | Wettbewerb   | Zeit         | Rang    | Zeit          | Rang          | Zeit          | Rang          | Rang |
| -------------- | ------------ | ------------ | ------- | ------------- | ------------- | ------------- | ------------- | ---- |
| Frauen         |              |              |         |               |               |               |               |      |
| Jennifer Wenth | 5000 m       | 16:07,02 min | 28      | –             | –             | 15:56,11 min  | 16            | 16   |
| Andrea Mayr    | Marathon     | –            | –       | –             | –             | 2:41:52 h     | 64            | 64   |
| Beate Schrott  | 100 m Hürden | 13,47 s      | 45      | ausgeschieden | ausgeschieden | ausgeschieden | ausgeschieden | 45   |

 Springen und Werfen 
| Athleten            | Wettbewerb | Qualifikation | Qualifikation | Finale     | Finale | Rang |
| Athleten            | Wettbewerb | Weite/Höhe    | Rang          | Weite/Höhe | Rang   | Rang |
| ------------------- | ---------- | ------------- | ------------- | ---------- | ------ | ---- |
| Lukas Weißhaidinger | Diskuswurf | 65,86 m       | 2             | 64,95 m    | 6      | 6    |

 Mehrkampf 
| Athletinnen        | 100 m Hürden | 100 m Hürden | Hochsprung | Hochsprung | Kugelstoßen | Kugelstoßen | 200 m   | 200 m  | Weitsprung | Weitsprung | Speerwurf | Speerwurf | 800 m       | 800 m  | Punkte | Rang |
| Athletinnen        | Zeit         | Punkte       | Höhe       | Punkte     | Weite       | Punkte      | Zeit    | Punkte | Weite      | Punkte     | Weite     | Punkte    | Zeit        | Punkte | Punkte | Rang |
| ------------------ | ------------ | ------------ | ---------- | ---------- | ----------- | ----------- | ------- | ------ | ---------- | ---------- | --------- | --------- | ----------- | ------ | ------ | ---- |
| Siebenkampf Frauen |              |              |            |            |             |             |         |        |            |            |           |           |             |        |        |      |
| Ivona Dadic        | 13,84 s      | 1001         | 1,77 m     | 941        | 13,43 m     | 756         | 24,60 s | 924    | 6,05 m     | 865        | 46,08 m   | 784       | 2:15,64 min | 884    | 6155   | 21   |

| Athleten             | 100 m    | 100 m | Weitsprung | Weitsprung | Kugelstoßen | Kugelstoßen | Hochsprung | Hochsprung | 400 m    | 400 m | 110 m Hürden | 110 m Hürden | Diskuswurf | Diskuswurf | Stabhochsprung | Stabhochsprung | Speerwurf | Speerwurf | 1500 m      | 1500 m | Punkte | Rang |
| Athleten             | Zeit (s) | Pkte. | Weite (m)  | Pkte.      | Weite (m)   | Pkte.       | Höhe (m)   | Pkte.      | Zeit (s) | Pkte. | Zeit (s)     | Pkte.        | Weite (m)  | Pkte.      | Höhe (m)       | Pkte.          | Weite (m) | Pkte.     | Zeit (min)  | Pkte.  | Punkte | Rang |
| -------------------- | -------- | ----- | ---------- | ---------- | ----------- | ----------- | ---------- | ---------- | -------- | ----- | ------------ | ------------ | ---------- | ---------- | -------------- | -------------- | --------- | --------- | ----------- | ------ | ------ | ---- |
| Zehnkampf Männer     |          |       |            |            |             |             |            |            |          |       |              |              |            |            |                |                |           |           |             |        |        |      |
| Dominik Distelberger | 10,84 s  | 897   | 7,33 m     | 893        | 13,40 m     | 692         | 1,89 m     | 705        | 48,61 s  | 880   | 14,39 s      | 925          | 38,09 m    | 626        | 4,80 m         | 849            | 61,83 m   | 765       | 4:33,47 min | 722    | 7954   | 19   |

### Radsport

#### Straße
| Athleten       | Wettbewerb       | Zeit      | Rang |
| -------------- | ---------------- | --------- | ---- |
| Frauen         |                  |           |      |
| Martina Ritter | Straßenrennen    | 4:02:07 h | 46   |
| Männer         |                  |           |      |
| Georg Preidler | Straßenrennen    | 6:29:42 h | 44   |
| Georg Preidler | Einzelzeitfahren | 1:16:02 h | 16   |
| Stefan Denifl  | Straßenrennen    | DNF       | DNF  |

#### Mountainbike
| Athleten           | Wettbewerb    | Zeit | Rang |
| ------------------ | ------------- | ---- | ---- |
| Männer             |               |      |      |
| Alexander Gehbauer | Cross-Country | DNF  | DNF  |

### Reiten

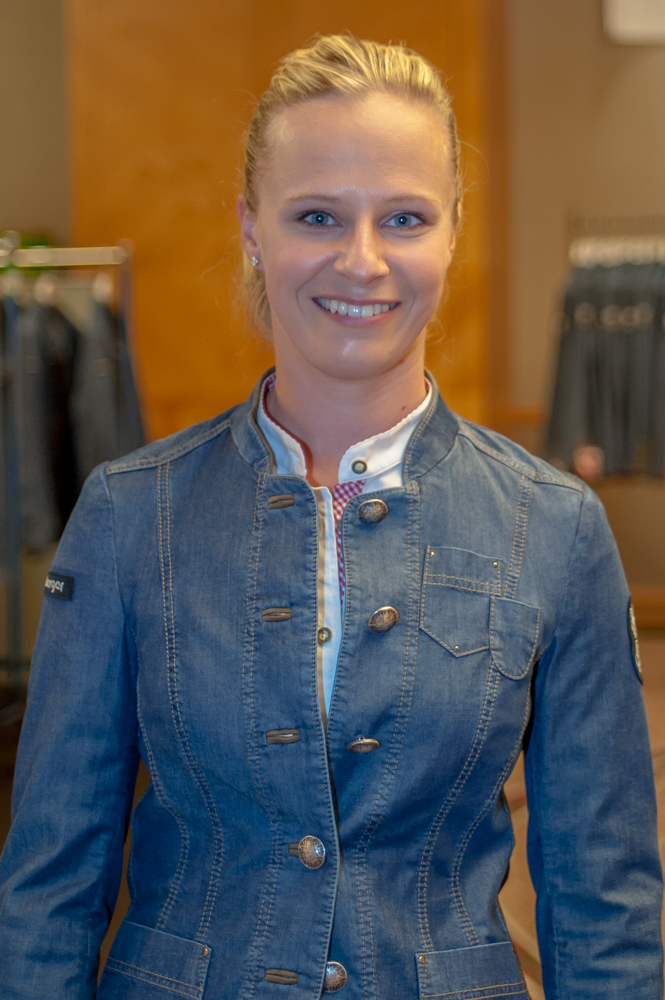
Victoria Max-Theurer bei der Einkleidung

| Dressur                                   |            |            |            |         |      |
| Athleten                                  | Wettbewerb | Prozent    | Prozent    | Prozent | Rang |
| Athleten                                  | Wettbewerb | Grand Prix | GP Spécial | GP Kür  | Rang |
| Victoria Max-Theurer mit Della Cavalleria | Einzel     | 71,129     | –          | –       | 34   |

### Rhythmische Sportgymnastik

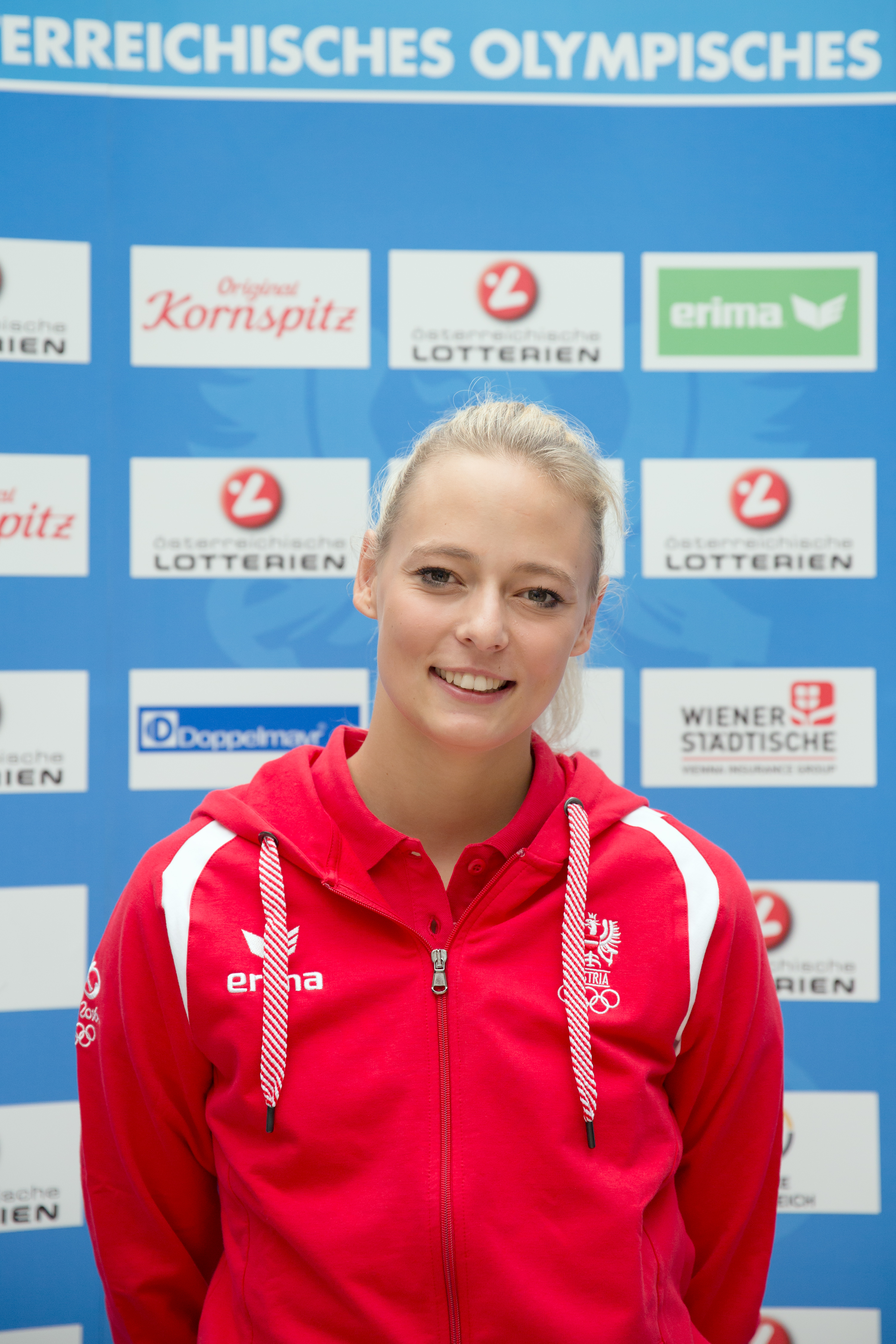
Nicol Ruprecht

| Athletinnen    | Wettbewerb       | Qualifikation | Qualifikation | Finale        | Finale        | Rang          |
| Athletinnen    | Wettbewerb       | Punkte        | Rang          | Punkte        | Rang          | Rang          |
| -------------- | ---------------- | ------------- | ------------- | ------------- | ------------- | ------------- |
| Frauen         |                  |               |               |               |               |               |
| Nicol Ruprecht | Mehrkampf Einzel | 67,748        | 20            | ausgeschieden | ausgeschieden | ausgeschieden |

### Ringen
| Athleten                         | Wettbewerb       | 1. Runde        | 1. Runde | Achtelfinale      | Achtelfinale | Viertelfinale | Viertelfinale | Halbfinale    | Halbfinale    | Hoffnungsrunde Viertelfinale | Hoffnungsrunde Viertelfinale | Hoffnungsrunde Halbfinale | Hoffnungsrunde Halbfinale | Hoffnungsrunde Finale | Hoffnungsrunde Finale | Finale        | Finale        | Rang          |
| Athleten                         | Wettbewerb       | Gegner          | Ergebnis | Gegner            | Ergebnis     | Gegner        | Ergebnis      | Gegner        | Ergebnis      | Gegner                       | Ergebnis                     | Gegner                    | Ergebnis                  | Gegner                | Ergebnis              | Gegner        | Ergebnis      | Rang          |
| -------------------------------- | ---------------- | --------------- | -------- | ----------------- | ------------ | ------------- | ------------- | ------------- | ------------- | ---------------------------- | ---------------------------- | ------------------------- | ------------------------- | --------------------- | --------------------- | ------------- | ------------- | ------------- |
| griechisch-römischer Stil Männer |                  |                 |          |                   |              |               |               |               |               |                              |                              |                           |                           |                       |                       |               |               |               |
| Amer Hrustanovic                 | Klasse bis 85 kg | Rami Hietaniemi | 3:1      | Dschawid Gamsatow | 0:4          | ausgeschieden | ausgeschieden | ausgeschieden | ausgeschieden | ausgeschieden                | ausgeschieden                | ausgeschieden             | ausgeschieden             | ausgeschieden         | ausgeschieden         | ausgeschieden | ausgeschieden | ausgeschieden |

### Rudern
| Athleten                    | Wettbewerb                  | Vorlauf     | Vorlauf | Vorlauf       | Hoffnungslauf | Hoffnungslauf | Hoffnungslauf | Viertelfinale | Viertelfinale | Viertelfinale | Halbfinale  | Halbfinale | Halbfinale    | Finale      | Finale | Rang |
| Athleten                    | Wettbewerb                  | Zeit        | Platz   | Qualifikation | Zeit          | Platz         | Qualifikation | Zeit          | Platz         | Qualifikation | Zeit        | Platz      | Qualifikation | Zeit        | Platz  | Rang |
| --------------------------- | --------------------------- | ----------- | ------- | ------------- | ------------- | ------------- | ------------- | ------------- | ------------- | ------------- | ----------- | ---------- | ------------- | ----------- | ------ | ---- |
| Frauen                      |                             |             |         |               |               |               |               |               |               |               |             |            |               |             |        |      |
| Magdalena Lobnig            | Einer                       | 8:26,53 min | 1       | Viertelfinale | –             | –             | –             | 7:35,37 min   | 3             | Halbfinale    | 7:45,48 min | 3          | Finale        | 7:34,86 min | 6      | 6    |
| Männer                      |                             |             |         |               |               |               |               |               |               |               |             |            |               |             |        |      |
| Bernhard Sieber Paul Sieber | Leichtgewichts-Doppelzweier | 6:43,37 min | 4       | Hoffnungslauf | 7:06,41 min   | 2             | Halbfinale    | –             | –             | –             | 6:53,62 min | 6          | B-Finale      | 6:42,19 min | 6      | 12   |

### Schießen
| Frauen              |                                          |       |    |               |               |
| Olivia Hofmann      | Luftgewehr 10 Meter                      | 415,7 | 10 | ausgeschieden | ausgeschieden |
| Olivia Hofmann      | Sportgewehr Dreistellungskampf 50 Meter  | 586   | 3  | 424,5         | 5             |
| Männer              |                                          |       |    |               |               |
| Sebastian Kuntschik | Skeet                                    | 116   | 25 | ausgeschieden | ausgeschieden |
| Thomas Mathis       | Kleinkaliber liegend 50 Meter            | 622,4 | 17 | ausgeschieden | ausgeschieden |
| Gernot Rumpler      | Luftgewehr 10 Meter                      | 620,4 | 32 | ausgeschieden | ausgeschieden |
| Gernot Rumpler      | Kleinkaliber Dreistellungskampf 50 Meter | 1161  | 36 | ausgeschieden | ausgeschieden |
| Alexander Schmirl   | Luftgewehr 10 Meter                      | 623,7 | 15 | ausgeschieden | ausgeschieden |
| Alexander Schmirl   | Kleinkaliber Dreistellungskampf 50 Meter | 1170  | 17 | ausgeschieden | ausgeschieden |
| Alexander Schmirl   | Kleinkaliber liegend 50 Meter            | 621,4 | 24 | ausgeschieden | ausgeschieden |

### Schwimmen
| Athleten           | Wettbewerb      | Vorlauf      | Vorlauf | Halbfinale    | Halbfinale    | Finale        | Finale        | Rang |
| Athleten           | Wettbewerb      | Zeit         | Rang    | Zeit          | Rang          | Zeit          | Rang          | Rang |
| ------------------ | --------------- | ------------ | ------- | ------------- | ------------- | ------------- | ------------- | ---- |
| Frauen             |                 |              |         |               |               |               |               |      |
| Birgit Koschischek | 50 m Freistil   | 25,58 s      | 39      | ausgeschieden | ausgeschieden | ausgeschieden | ausgeschieden | 39   |
| Lena Kreundl       | 200 m Lagen     | 2:15,71 min  | 30      | ausgeschieden | ausgeschieden | ausgeschieden | ausgeschieden | 30   |
| Lisa Zaiser        | 200 m Lagen     | 2:15,23 min  | 26      | ausgeschieden | ausgeschieden | ausgeschieden | ausgeschieden | 26   |
| Jördis Steinegger  | 400 m Lagen     | 4:47,84 min  | 29      | ausgeschieden | ausgeschieden | ausgeschieden | ausgeschieden | 29   |
| Männer             |                 |              |         |               |               |               |               |      |
| Felix Auböck       | 200 m Freistil  | 1:47,24 min  | 18      | ausgeschieden | ausgeschieden | ausgeschieden | ausgeschieden | 18   |
| Felix Auböck       | 400 m Freistil  | 3:49,35 min  | 25      | ausgeschieden | ausgeschieden | ausgeschieden | ausgeschieden | 25   |
| Felix Auböck       | 1500 m Freistil | 15:39,93 min | 42      | ausgeschieden | ausgeschieden | ausgeschieden | ausgeschieden | 42   |
| David Brandl       | 400 m Freistil  | 3:54,59 min  | 40      | ausgeschieden | ausgeschieden | ausgeschieden | ausgeschieden | 40   |

### Segeln

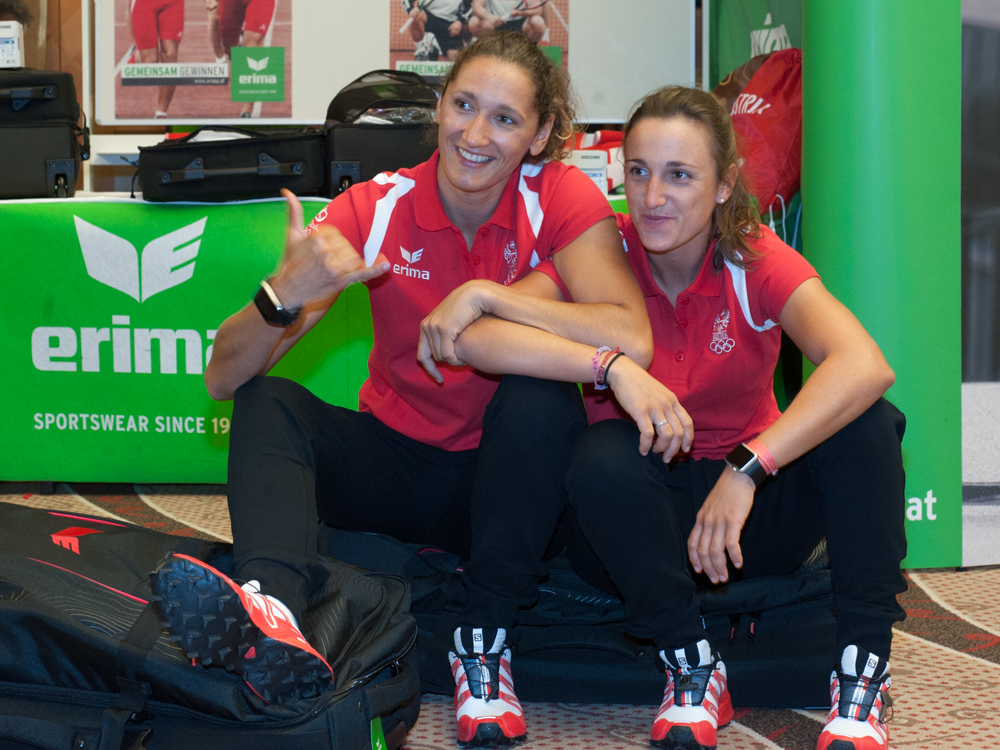
Ogar und Vadlau bei der Einkleidung

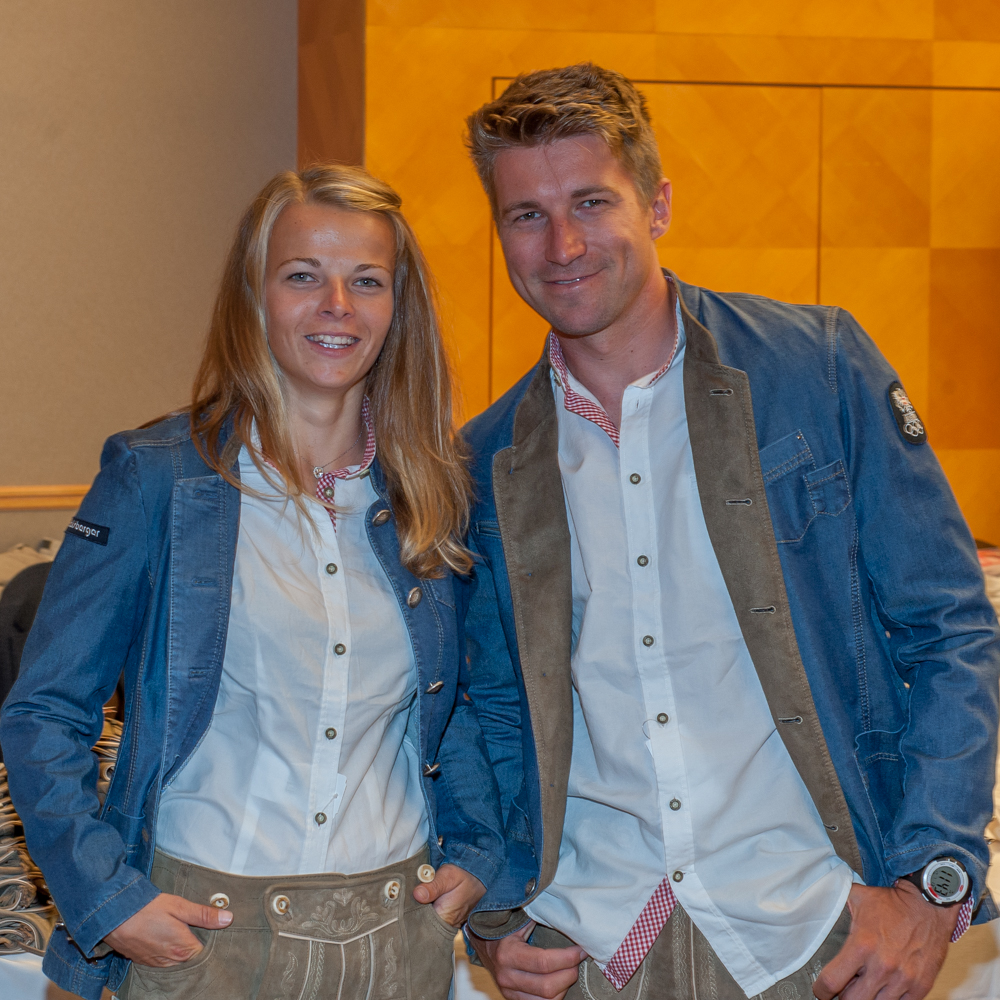
Frank und Zajac 2016

Fleet Race
| Athleten                             | Wettbewerb | Qualifikation | Qualifikation | Medal Race    | Medal Race    | Punkte | Rang   |
| Athleten                             | Wettbewerb | Punkte        | Rang          | Punkte        | Rang          | Punkte | Rang   |
| ------------------------------------ | ---------- | ------------- | ------------- | ------------- | ------------- | ------ | ------ |
| Frauen                               |            |               |               |               |               |        |        |
| Lara Vadlau Jolanta Ogar             | 470er      | 74            | 9             | 18            | 9             | 92     | 9      |
| Männer                               |            |               |               |               |               |        |        |
| Florian Reichstädter Matthias Schmid | 470er      | 73            | 7             | 14            | 7             | 87     | 8      |
| Nico Delle Karth Nikolaus Resch      | 49er       | 116           | 12            | ausgeschieden | ausgeschieden | 116    | 12     |
| Mix                                  |            |               |               |               |               |        |        |
| Thomas Zajac Tanja Frank             | Nacra 17   | 72            | 3             | 6             | 3             | 78     | Bronze |

### Synchronschwimmen
| Athletinnen                                  | Wettbewerb | Qualifikation     | Qualifikation     | Qualifikation  | Qualifikation  | Qualifikation | Qualifikation | Finale         | Finale         | Finale           | Finale           |
| Athletinnen                                  | Wettbewerb | Technische Kür TK | Technische Kür TK | Freie Kür FK-Q | Freie Kür FK-Q | Gesamt        | Gesamt        | Freie Kür FK-F | Freie Kür FK-F | Gesamt TK + FK-F | Gesamt TK + FK-F |
| Athletinnen                                  | Wettbewerb | Punkte            | Rang              | Punkte         | Rang           | Punkte        | Rang          | Punkte         | Rang           | Punkte           | Rang             |
| -------------------------------------------- | ---------- | ----------------- | ----------------- | -------------- | -------------- | ------------- | ------------- | -------------- | -------------- | ---------------- | ---------------- |
| Frauen                                       |            |                   |                   |                |                |               |               |                |                |                  |                  |
| Anna Maria Alexandri Eirini Marina Alexandri | Duett      | 85,0637           | 11                | 85,2667        | 12             | 170,3304      | 12            | 85,5333        | 12             | 170,5970         | 12               |

### Tennis
| Athleten                     | Wettbewerb | 1. Runde                   | 1. Runde  | 2. Runde | 2. Runde | Achtelfinale           | Achtelfinale  | Viertelfinale           | Viertelfinale | Halbfinale    | Halbfinale    | Finale        | Finale        |
| Athleten                     | Wettbewerb | Gegner                     | Ergebnis  | Gegner   | Ergebnis | Gegner                 | Ergebnis      | Gegner                  | Ergebnis      | Gegner        | Ergebnis      | Gegner        | Ergebnis      |
| ---------------------------- | ---------- | -------------------------- | --------- | -------- | -------- | ---------------------- | ------------- | ----------------------- | ------------- | ------------- | ------------- | ------------- | ------------- |
| Männer                       |            |                            |           |          |          |                        |               |                         |               |               |               |               |               |
| Oliver Marach Alexander Peya | Doppel     | Aljaksandr Bury Maks Mirny | 7:64, 7:5 | –        | –        | Brian Baker Rajeev Ram | 6:4, 6:7, 6:3 | Marc López Rafael Nadal | 3:6, 1:6      | ausgeschieden | ausgeschieden | ausgeschieden | ausgeschieden |

### Tischtennis
| Athleten                                    | Wettbewerb | 1. Runde    | 1. Runde | 2. Runde       | 2. Runde | 3. Runde      | 3. Runde      | 4. Runde      | 4. Runde      | Viertelfinale | Viertelfinale | Halbfinale    | Halbfinale    | Finale        | Finale        | Rang          |
| Athleten                                    | Wettbewerb | Gegner      | Ergebnis | Gegner         | Ergebnis | Gegner        | Ergebnis      | Gegner        | Ergebnis      | Gegner        | Ergebnis      | Gegner        | Ergebnis      | Gegner        | Ergebnis      | Rang          |
| ------------------------------------------- | ---------- | ----------- | -------- | -------------- | -------- | ------------- | ------------- | ------------- | ------------- | ------------- | ------------- | ------------- | ------------- | ------------- | ------------- | ------------- |
| Frauen                                      |            |             |          |                |          |               |               |               |               |               |               |               |               |               |               |               |
| Liu Jia                                     | Einzel     | Freilos     | Freilos  | Freilos        | Freilos  | Li Jiao       | 4:1           | Feng Tianwei  | 1:4           | ausgeschieden | ausgeschieden | ausgeschieden | ausgeschieden | ausgeschieden | ausgeschieden | ausgeschieden |
| Sofia Polcanova                             | Einzel     | Freilos     | Freilos  | Lay Jian Fang  | 2:4      | ausgeschieden | ausgeschieden | ausgeschieden | ausgeschieden | ausgeschieden | ausgeschieden | ausgeschieden | ausgeschieden | ausgeschieden | ausgeschieden | ausgeschieden |
| Liu Jia Sofia Polcanova Li Qiangbing        | Mannschaft | Niederlande | 3:1      | –              | –        | –             | –             | –             | –             | Japan         | 0:3           | ausgeschieden | ausgeschieden | ausgeschieden | ausgeschieden | ausgeschieden |
| Männer                                      |            |             |          |                |          |               |               |               |               |               |               |               |               |               |               |               |
| Stefan Fegerl                               | Einzel     | Freilos     | Freilos  | Freilos        | Freilos  | Kōki Niwa     | 1:4           | ausgeschieden | ausgeschieden | ausgeschieden | ausgeschieden | ausgeschieden | ausgeschieden | ausgeschieden | ausgeschieden | ausgeschieden |
| Robert Gardos                               | Einzel     | Freilos     | Freilos  | Ovidiu Ionescu | 1:4      | ausgeschieden | ausgeschieden | ausgeschieden | ausgeschieden | ausgeschieden | ausgeschieden | ausgeschieden | ausgeschieden | ausgeschieden | ausgeschieden | ausgeschieden |
| Stefan Fegerl Robert Gardos Daniel Habesohn | Mannschaft | Portugal    | 3:1      | –              | –        | –             | –             | –             | –             | Deutschland   | 1:3           | ausgeschieden | ausgeschieden | ausgeschieden | ausgeschieden | ausgeschieden |

### Triathlon
In Österreich war die Platzierung auf der ITU-Olympia-Qualifikationsliste für die Nominierung entscheidend. Bereits zwei Qualifikationsrennen vor dem Ende der Qualifikationsperiode verfügten die Kärntnerinnen Lisa Perterer und Sara Vilic mit Platz 16 bzw. Platz 31 auf der Qualifikationsliste über ein so großes Punktepolster auf ihre Verfolgerinnen, dass sie nicht mehr einholbar waren. Bei den Herren war es bis zuletzt eine Zitterpartie. Beim letzten Qualifikationsrennen in Yokohama rutschte Thomas Springer auf dem 54 Qualifikationsplatz über das „European new flag“ in das Ranking und wurde somit zusammen mit Perterer und Vilic vom österreichischen Verband Tri Austria dem Österreichischen Olympischen Comité zur Nominierung vorgeschlagen. Lisa Perterer, die bereits bei den Olympischen Spielen in London am Start war, erlitt vor dem letzten Medizincheck einen Ermüdungsbruch, daher wurde Julia Hauser nachnominiert. Vilic, Hauser und Springer nehmen erstmals bei Olympischen Spielen teil.
| Athleten        | Wettbewerb | Zeit       | Rang       |
| --------------- | ---------- | ---------- | ---------- |
| Frauen          |            |            |            |
| Julia Hauser    | Einzel     | überrundet | überrundet |
| Sara Vilic      | Einzel     | 2:03:10 h  | 37         |
| Männer          |            |            |            |
| Thomas Springer | Einzel     | 1:55:14 h  | 47         |

### Wasserspringen
| Athleten         | Wettbewerb        | Vorkampf | Vorkampf | Halbfinale    | Halbfinale    | Finale        | Finale        | Rang |
| Athleten         | Wettbewerb        | Punkte   | Rang     | Punkte        | Rang          | Punkte        | Rang          | Rang |
| ---------------- | ----------------- | -------- | -------- | ------------- | ------------- | ------------- | ------------- | ---- |
| Männer           |                   |          |          |               |               |               |               |      |
| Constantin Blaha | Kunstspringen 3 m | 351,95   | 27       | ausgeschieden | ausgeschieden | ausgeschieden | ausgeschieden | 27   |